# 長島鐵路M7型電聯車
長島鐵路M7型電聯車是美國大都會運輸署（MTA）經營的通勤型電聯車。

## 概要
為了淘汰老舊的M1型電聯車，因此由龐巴迪運輸製造本型車，型號根行駛線段及所屬公司的不同而有所不同，但是除了安全裝置和集電靴的形狀外，其他內容幾乎相同。長島鐵路M7型於2002年10月開始運營，大都會北方鐵路M7A型於2004年4月開始運營。
除安全設備外，可以在長島鐵路和大都會北方鐵路的幾乎所有路段上行駛的車輛。

## 外觀
不鏽鋼製26公尺級的單側雙門的車體，車體顏色皆以不鏽鋼原色為基底，M7型列車車頭燈週圍塗有黃色警戒漆，M7A型則是藍白相間的斜紋塗裝，車頂沒有集電弓，而是是用轉向架上的集電靴集電。

## 內裝
行走通道非常狹窄，座椅採3+2配置，並且沒有旋轉和傾斜的功能，有些車輛設有販售零食和酒的餐車，設有無障礙廁所，供行動不便的乘客使用。

## 機電系統
電動機以及變頻器採用三菱電機的產品，變頻器使用VVVF-IGBT技術製造，電動機使用200kW的三相交流鼠籠式電動機，每輛車安裝4具。

## 圖片

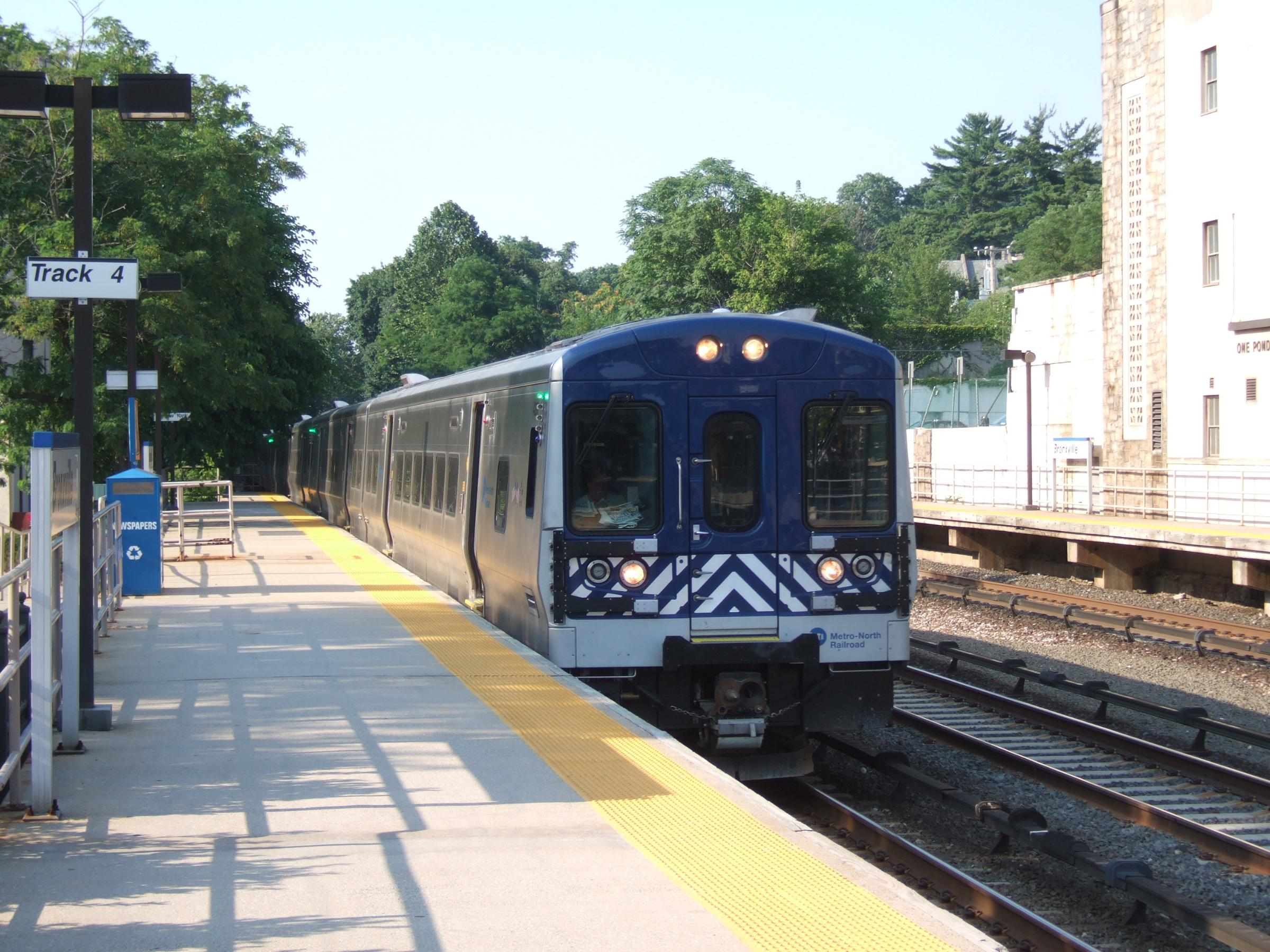
大都會北方鐵路M7A型電聯車
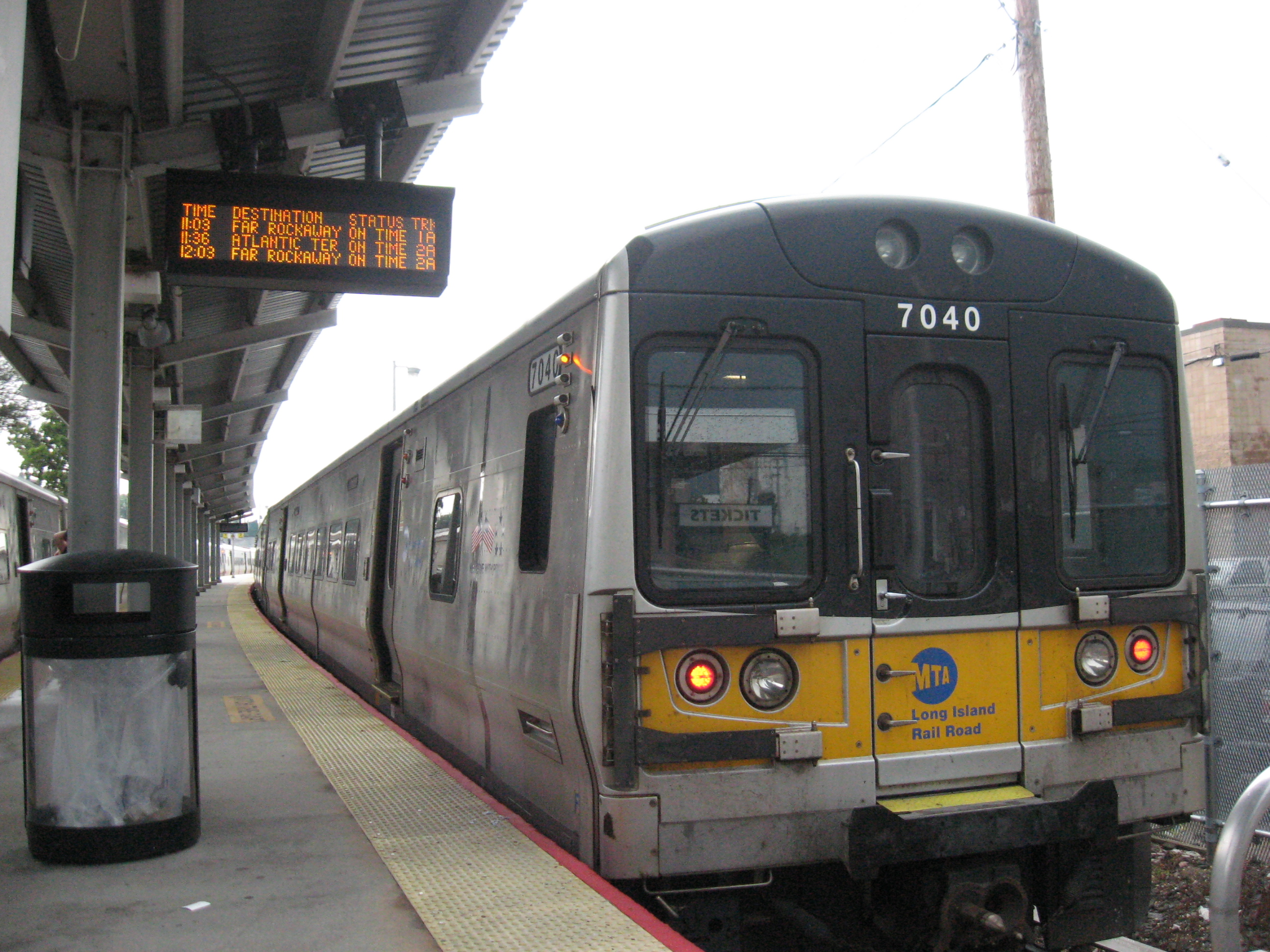
長島鐵路M7型電聯車
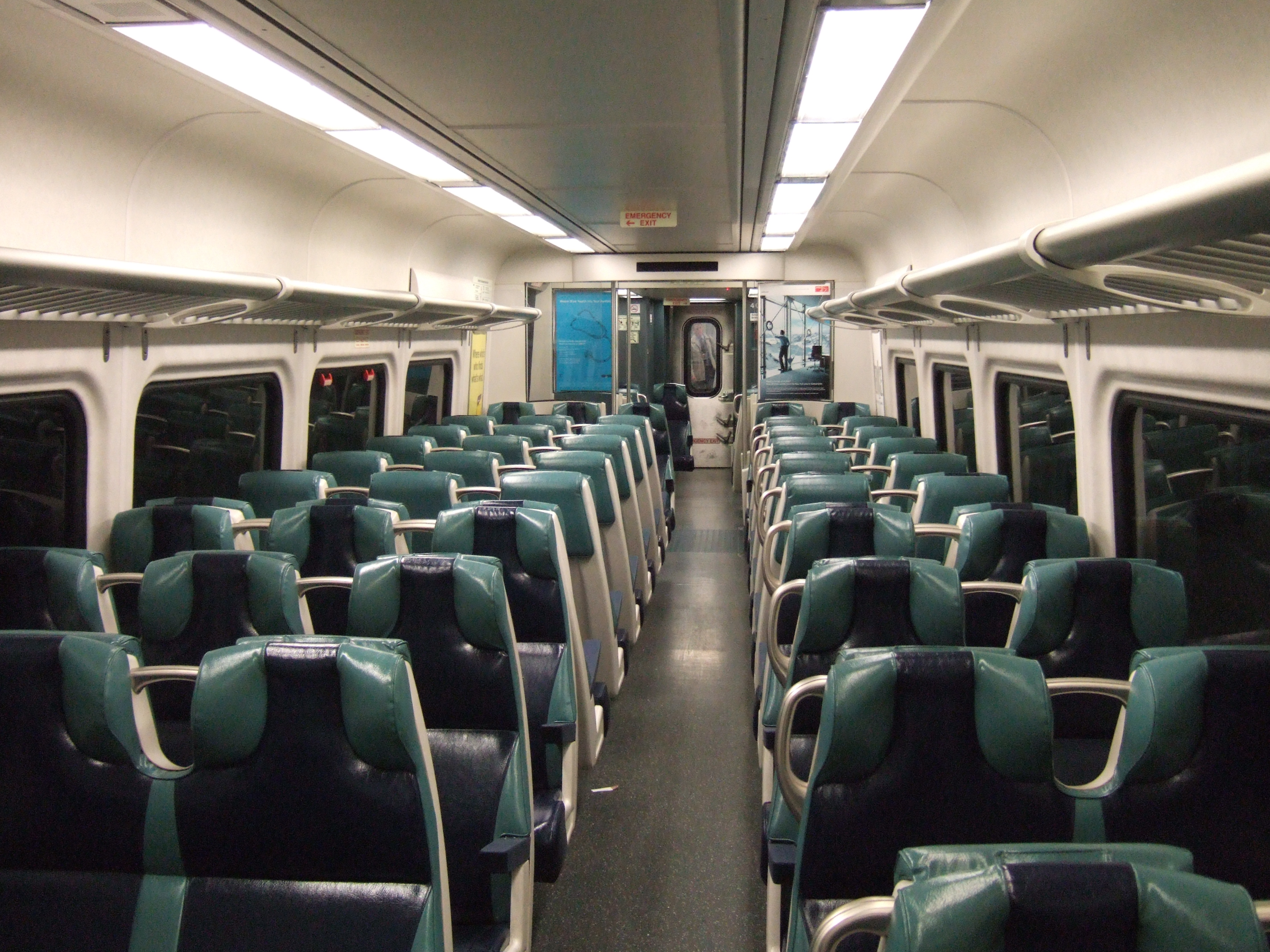
M7A型的內裝
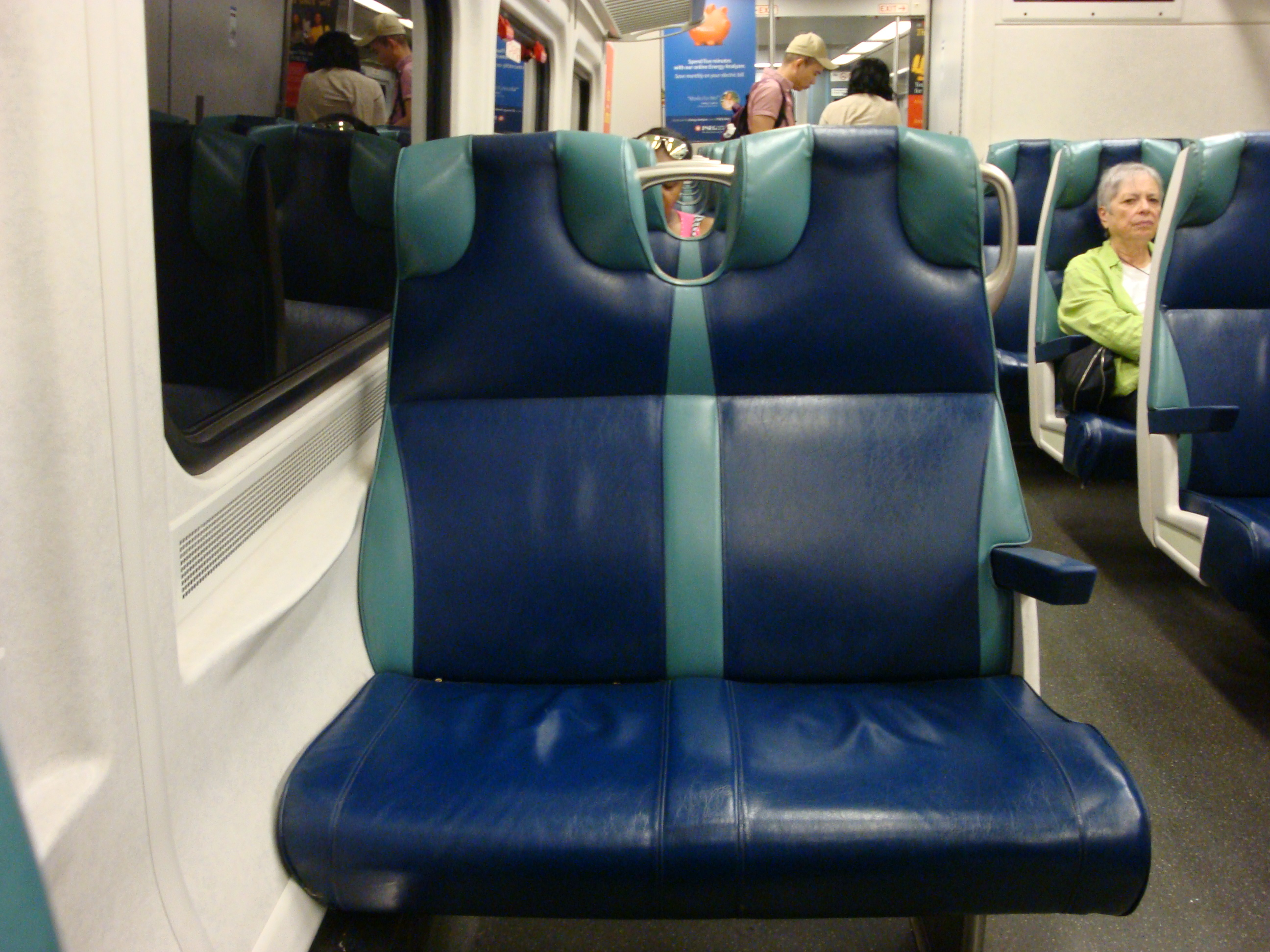
M7型的座椅

## 外部連結
- MTA Long Island Rail Road official website （页面存档备份，存于）
- MTA Metro-North Railroad official website （页面存档备份，存于）
- Bombardier information page for M7